# Bartłomiej Bocian
Bartłomiej Bocian (ur. 22 września 1976 w Siedlcach) – polski kickbokser, reprezentant Polski, zawodnik TKKF Siedlce, gdzie jego trenerem jest Andrzej Garbaczewski, brązowy medalista Mistrzostw Świata 2005 w kickboxingu w kategorii lekkiej (do 94 kg).